# Johann Andreas von Rosenberg
Johann Andreas (Andrä) von Rosenberg (* 7. September 1600 in St. Andrä; † 4. Jänner 1667 in Kärnten) war ein bedeutender Vertreter des katholischen Adels in Kärnten zur Zeit der Gegenreformation. Er gehörte der uradeligen, via den Herren von Graben, der den Meinhardinern entstammenden Familie Rosenberg an.

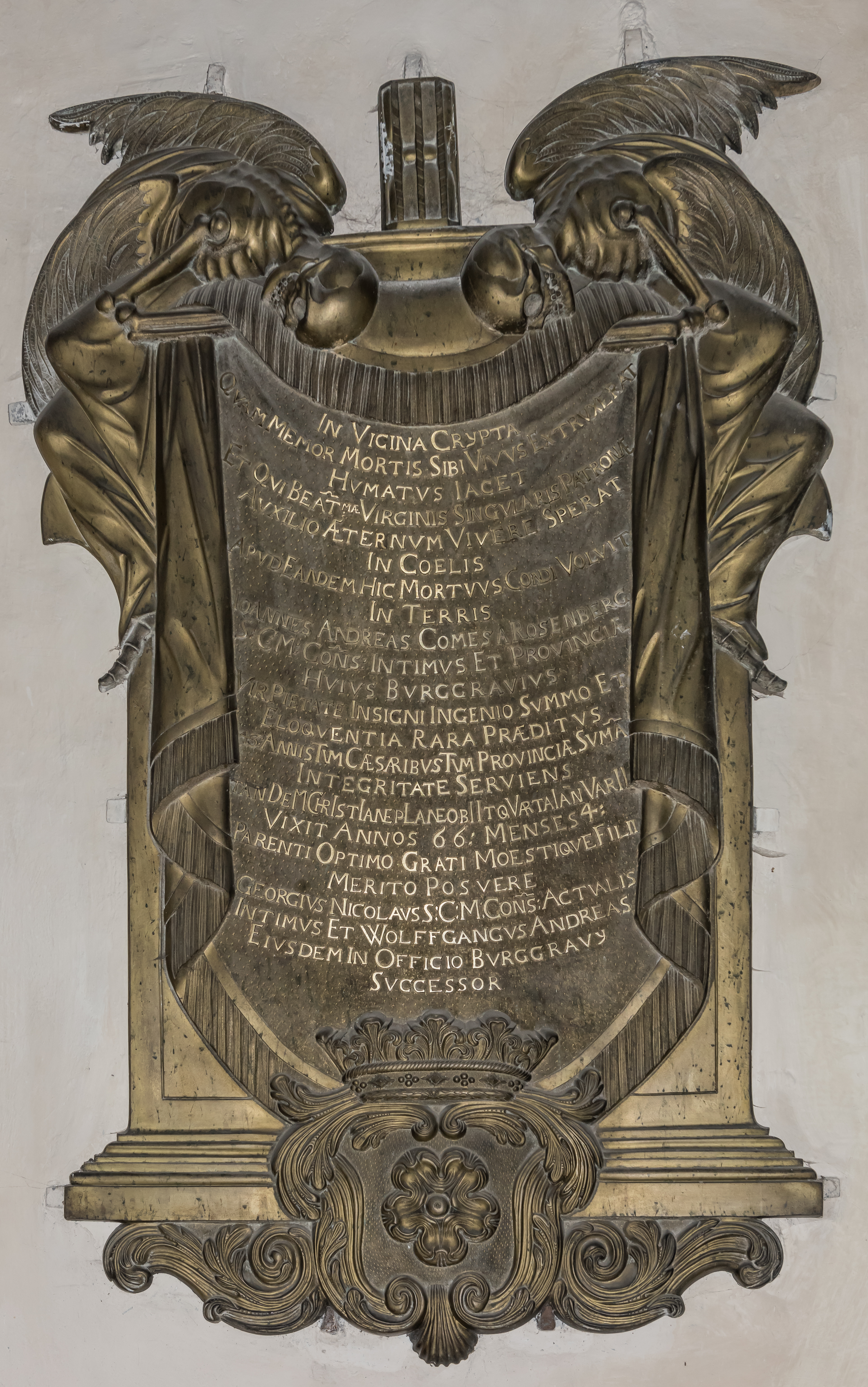
Bronze-Epitaph für Johannes Andreas von Rosenberg mit Wappenrelief der Familie Rosenberg, angebracht an der nordseitigen Innenwand des Maria Saaler Domes

## Leben
Johann Andreas von Rosenberg war der einzige männliche Nachkomme von Andreas von Rosenberg (1566–1617) und dessen Frau Katharina Weiß von Schmelzhofen. Sein Großvater war Ulrich von Rosenberg († 1599), der als Pfleger in St. Andrä im Lavanttal in salzburgische Dienste eintrat und über seine Ehefrau Magarethe von Hagendorf dort auch besitzmäßig Fuß fasste, so dass er später als „Urahn“ der Rosenberger in Kärnten bezeichnet wurde.
Im Jahr 1620, heiratete er Johanna von Kulmer, bald darauf kamen die gemeinsamen Söhne Georg Nikolaus von Rosenberg (1623–1695) und Wolfgang Andreas (1626–1695) zur Welt.
1621 wurde Johann Andreas von Rosenberg in die Kärntner Landstände aufgenommen. Im Gegensatz zu großen Teilen der Standesvertreter, die sich bereits im Verlauf des 16. Jahrhunderts der lutherischen Reformationsbewegung angeschlossen hatten, blieb er gegenüber den katholischen Habsburger Landesherren loyal und unterstützte an deren Seite die Gegenreformation in Kärnten. Unter ihm erlebte die Familie Rosenberg einen entscheidenden sozialen Aufstieg: Von Rosenberg wurde durch Kaiser Ferdinand II. 1633 in den Reichsfreiherren- und durch dessen Nachfolger Ferdinand III. 1648 in den Grafenstand erhoben.
Am 28. Jänner 1639 wurde er aus den Reihen der Stadtverordneten zum ständischen Burggrafen von Klagenfurt gewählt. Dieses Amt hatte er bis zu seinem Tod inne.
Johann Andreas von Rosenberg erwarb oder erbaute mehrere bis heute bedeutende Güter und Gebäude in Kärnten, vorwiegend aus dem Besitz protestantischer Emigranten:
- Schloss Mageregg in Klagenfurt sowie Lerchenau mit der Herrschaft Grafenstein erwarb er bis 1629. Das Schloss Grafenstein ließ er anschließend (um 1638) errichten.
- Die Burg Sonnegg bei Sittersdorf erwarb er 1636 von den Erben der ausgewanderten Familie Ungnad von Weißenwolff.
- An der Stelle eines durch Brand zerstörten Hauses ließ er in Klagenfurt ab 1650 das Palais Rosenberg, das heutige Neue Rathaus, errichten.
- Ebenfalls 1650 erstand er die unweit der Stadt gelegene Wörthersee-Halbinsel Maria Loretto und erbaute darauf 1652 Schloss Maria-Loretto.
- 1659 erwarb er von den Herren von Keutschach deren Herrschaft südlich des Wörthersees mit dem alten Schloss, das von seinem Sohn Georg Nikolaus 20 Jahre später durch einen Neubau ersetzt wurde.